# 여수 흥국사 원통전
여수 흥국사 원통전(麗水 興國寺 圓通殿)은 대한민국 전라남도 여수시 중흥동 흥국사에 있는 건축물이다. 1974년 9월 24일 전라남도의 유형문화재 제45호로 지정되었다.

## 개요
흥국사는 고려 명종 25년(1195) 보조국사 지눌이 처음 지은 사찰이다. 나라가 번성하면 이 절도 함께 번창할 것이라는 흥국의 염원을 담아 이름을 흥국사라 하였다. 불법 그 자체보다는 나라를 보호하고 지킨다는 의미가 강한 절이었기 때문에, 나라의 안정과 번영을 기원하던 기도처로의 역할이 컸다.
원통전은 관세음보살이 모셔진 법당을 말하며, 관음전이라고도 한다. 조선 명종 15년(1560)에 크게 다시 지어졌다가 정유재란(1597) 때 불에 탄 것을 인조 2년(1624)에 다시 지었다고 한다.
앞면 5칸·옆면 3칸 규모의 건물로, 지붕 처마를 받치면서 장식을 겸하는 공포가 앞쪽과 양쪽에만 있고 건물의 뒷쪽에는 설치되어 있지 않다.
흥국사 원통전은 선암사 원통전과 함께 사찰건물로는 특이한 양식에 속하는 건물이다.

## 참고 자료
- 흥국사 원통전 - 국가유산청 국가유산포털